# Першотравнева селищна рада
Першотравне́ва се́лищна ра́да — колишня адміністративно-територіальна одиниця та орган місцевого самоврядування в Овруцькому районі Житомирської області УРСР та України. Адміністративний центр — селище міського типу Першотравневе.

## Загальні відомості
- Територія ради: 17,556 км²

## Населені пункти
Селищній раді були підпорядковані населені пункти:
- смт Першотравневе
- с. Кам'янівка

## Населення
Відповідно до результатів перепису населення СРСР, кількість населення ради, станом на 12 січня 1989 року, становила 3 261 особу.
Станом на 5 грудня 2001 року, відповідно до перепису населення України, кількість мешканців селищної ради становила 2 740 осіб.

## Склад ради
Рада складалася з 20 депутатів та голови.
- Голова ради: Хрус Василь Михайлович
- Секретар ради: Харченко Наталія Миколаївна

### Керівний склад попередніх скликань
| Прізвище, ім'я, по батькові      | Основні відомості                                                        | Дата обрання | Дата звільнення |
| -------------------------------- | ------------------------------------------------------------------------ | ------------ | --------------- |
| Бібко Анатолій Васильович        | Селищний голова, 1960 року народження, член Партії регіонів              | 26.03.2006   | 31.10.2010      |
| Левківський Микола Костянтинович | Селищний голова, 1972 року народження, освіта вища, член Партії регіонів | 31.10.2010   |                 |

Примітка: таблиця складена за даними сайту Верховної Ради України

### VI скликання
За результатами місцевих виборів 2010 року депутатами ради стали:

#### За суб'єктами висування
| Суб'єкт висування            | Кількість обраних депутатів | %  |
| ---------------------------- | --------------------------- | -- |
| Партія регіонів              | 9                           | 45 |
| Соціалістична партія України | 6                           | 30 |
| Самовисування                | 5                           | 25 |

#### За округами
| № округу                     | Прізвище, ім'я, по батькові       | Дата визнання обраним | Освіта             | Партійна приналежність             | Відомості про обраного депутата                                            |
| ---------------------------- | --------------------------------- | --------------------- | ------------------ | ---------------------------------- | -------------------------------------------------------------------------- |
| Партія регіонів              |                                   |                       |                    |                                    |                                                                            |
| 1                            | Бирковський Микола Олександрович  | 01.11.2010            | вища               | член Партії регіонів               | ВАТ "ГППК «Товкачівський», головний інженер                                |
| 2                            | Савчук Валентина Василівна        | 01.11.2010            | вища               | член Партії регіонів               | Першоттравнева селищна рада, спеціаліст                                    |
| 3                            | Ковальчук Олександр Вікторович    | 01.11.2010            | вища               | член Партії регіонів               | ВАТ "ГЗК «Кварцит», заступник генерального директора                       |
| 7                            | Товкач Василь Миколайович         | 01.11.2010            | вища               | член Партії регіонів               | ВАТ "ГЗК «Кварцит», начальник гірничої дільниці                            |
| 8                            | Соботюк Володимир Петрович        | 01.11.2010            | середня спеціальна | член Партії регіонів               | ВАТ "ГППК «Товкачівський», помічник машиніста гірничо-добувного обладнання |
| 14                           | Баранівський Олег Леонтійович     | 01.11.2010            | вища               | позапартійний                      | ВАТ "ГЗК «Кварцит», генеральний директор                                   |
| 18                           | Радкевич Людмила Петрівна         | 01.11.2010            | середня спеціальна | позапартійна                       | Першоттравнева селищна рада, гол.бухгалтер                                 |
| 19                           | Карпова Світлана Іванівна         | 01.11.2010            | середня спеціальна | позапартійна                       | Першоттравневий НВК, секретар                                              |
| 20                           | Залізко Світлана Вікторівна       | 01.11.2010            | середня спеціальна | позапартійна                       | Першоттравнева селищна рада, діловод                                       |
| Соціалістична партія України |                                   |                       |                    |                                    |                                                                            |
| 4                            | Грищук Микола Григорович          | 01.11.2010            | вища               | член Соціалістичної партії України | пенсіонер                                                                  |
| 5                            | Ігнатюк Сергій Миколайович        | 01.11.2010            | середня спеціальна | член Соціалістичної партії України | Першотравневий НВК, оператор                                               |
| 9                            | Шумейко Лідія Іванівна            | 01.11.2010            | середня спеціальна | член Соціалістичної партії України | Першотравневий НВК, бібліотекар                                            |
| 10                           | Дивінська Ірина Петрівна          | 01.11.2010            | вища               | член Соціалістичної партії України | Першотравневий НВК, вчитель                                                |
| 11                           | Будішевська Оксана Миколаївна     | 01.11.2010            | вища               | член Соціалістичної партії України | Першотравневий НВК, вихователь                                             |
| 12                           | Станкевич Володимир Володимирович | 01.11.2010            | вища               | член Партії регіонів               | ВАТ "ГППК «Товкачівський», економіст                                       |
| Самовисування                |                                   |                       |                    |                                    |                                                                            |
| 6                            | Довженко Валентина Миколаївна     | 01.11.2010            | середня спеціальна | позапартійна                       | Першоттравнева лікарня, медичнасестра                                      |
| 13                           | Товкач Сергій Іванович            | 01.11.2010            | середня            | позапартійний                      | ВАТ "ГЗК «Кварцит», майстерпогрузки                                        |
| 15                           | Антіпов Микола Сергійович         | 01.11.2010            | середня            | позапартійний                      | ДП «Овруцький держлісгосп», лісник                                         |
| 16                           | Харченко Наталія Миколаївна       | 01.11.2010            | вища               | позапартійна                       | ВАТ "ГЗК «Кварцит», начальник відділу праці та заробітку                   |
| 17                           | Макаревич Світлана Володимирівна  | 01.11.2010            | вища               | позапартійна                       | тимчасово не працює                                                        |

## Історія
Раду було утворено 3 липня 1952 року в смт Першотравневе Овруцького району Житомирської області. 19 квітня 1965 року до складу ради було приєднано села Кам'янівка та Костюків Ліс Кирданівської сільської ради Овруцького району.
Станом на 1 січня 1972 року селищна рада входила до складу Овруцького району Житомирської області, на обліку в раді перебували смт Першотравневе та села Кам'янівка і Костюків Ліс.
10 липня 2020 року територію та населені пункти ради включено до складу новоствореної Гладковицької сільської територіальної громади Овруцького району Житомирської області.